# Cruel, Cruel Love
Cruel, Cruel Love (Un amor cruel) es un cortometraje estadounidense con guion de Craig Hutchinson (1891 – 1976), dirección de George Nichols y Mack Sennett y actuación de Charles Chaplin. Fue estrenado el 26 de marzo de 1914.

## Sinopsis
Chaplin interpreta el papel de un caballero rico cuyo romance con una joven queda en peligro cuando ella lo ve abrazar a una camarera. La joven es interpretada por Minta Durfee (1889 - 1975), esposa del actor Roscoe "Fatty" Arbuckle.

## Elenco
- Charles Chaplin... Lord Helpus / Sr. Dovey
- Edgar Kennedy... Su mayordomo
- Minta Durfee (1889 – 1975)... La joven
- Eva Nelson (n. 1893)... La camarera

## Redescubrimiento
La película estuvo perdida durante cincuenta años, hasta que fue encontrada en Sudamérica una buena copia completa en nitrato que permite que hoy esté disponible.